# Brügger & Thomet MP9
De MP9 is een semiautomatisch machinepistool dat in 1992 werd ontworpen en sinds 2004 gefabriceerd wordt door Brügger + Thomet (DS Arms) Zwitserland.

## Kenmerken
- Gewicht: 1,4 kg (exclusief magazijn)
- Lengte: 303 mm (523 mm met magazijn uitgebreid)
- Looplengte: 130 mm
- Breedte: 45 mm
- Hoogte: 166 mm (met magazijn), 173 mm (met magazijn voor 15 patronen), 246 mm (met magazijn voor 30 patronen)
- Patroon: 9×19mm (semi-automatisch)
- Vuursnelheid: 900 kogels per minuut
- Loopsnelheid: 400 m/s
- Effectieve vuurafstand: 100 m
- Verdere verschijnselen: volledig instelbare MIL-STD 1913 Picatinny rail, radioactieve nachtverlichting

## Gebruikers
De MP9 wordt gebruikt in de Verenigde Staten, India, Portugal, Zwitserland en Nederland.

## Varianten
Varianten van de MP9 zijn: P9, TP9SF, TP9 Carbine, MP9-FX, MP9-M.